# Chaleira do Diabo
Chaleira do Diabo (em inglês:  The Devil's Kettle) é uma cascata com duas quedas de água localizada dentro do "Judge C. R. Magney State Park", de Minnesota, nos Estados Unidos.
Esta cascata é famosa por conter um "fenômeno" que intriga alpinistas e geólogos do mundo todo, já que uma de suas duas quedas de água flui normalmente para o rio, enquanto a outra desce para um buraco profundo e desaparece. A cascata é formada pelas águas do Brule River, que, em certo ponto da extensão, divide-se em duas cachoeiras diferentes. Uma que alimenta o Lago Superior, também em Minnesota, e outra que ninguém descobriu ainda para onde vai. Embora as explicações sejam numerosas, não existe teoria cientificamente comprovada. O mistério aumentou desde que objetos foram atirados para dentro da cratera sem nunca serem recuperados, como um GPS, que acabou perdendo o sinal no meio do caminho.

## Na cultura popular
- Em 2009, um filme de terror chamado “Garota Infernal” (Jennifer’s Body), conta a história de duas moradoras da pequena e fictícia cidade chamada “Devil’s Kettle”, conhecida por possuir uma cachoeira misteriosa que serviu de cenário para um ritual demoníaco envolvendo o sacrifício do corpo de uma das personagens. Apesar da cidade ser fictícia, o cenário da cachoeira foi baseado na Chaleira do Diabo.[3]